# Liste der Lieder von Luxuslärm
Dies ist eine Liste aller auf Tonträger veröffentlichten Lieder der deutschen Pop-Rock-Band Luxuslärm.
Die Liste ist alphabetisch sortiert und enthält Titel, Autoren, Tonträger und Erscheinungsjahr.

## Alben
Es sind alle Lieder von folgenden Luxuslärm-Alben aufgelistet:
- 2008: 1000 km bis zum Meer[1]
- 2010: So laut ich kann[2]
- 2011: Carousel[3]
- 2014: Alles was du willst[4]
- 2016: Fallen und Fliegen

## 66 Lieder

### #
| # | Titel                                    | Dauer | Autoren | Album                | Jahr |
| - | ---------------------------------------- | ----- | ------- | -------------------- | ---- |
| 1 | 1000 km bis zum Meer erschien als Single | 3:49  | –       | 1000 km bis zum Meer | 2008 |

### A
| # | Titel                       | Dauer | Autoren                                         | Album                | Jahr |
| - | --------------------------- | ----- | ----------------------------------------------- | -------------------- | ---- |
| 1 | Alles ist perfekt           | 3:58  |                                                 | Fallen und Fliegen   | 2016 |
| 2 | Alles was du willst         | 3:45  | Götz von Sydow, Jini Meyer                      | Alles was du willst  | 2014 |
| 3 | Alles wird gut              | 4:34  | –                                               | 1000 km bis zum Meer | 2008 |
| 4 | An dich                     | 3:55  | Götz von Sydow, Janine Meyer, Henrik Oberbossel | Carousel             | 2011 |
| 5 | Atemlos erschien als Single | 3:45  | Götz von Sydow, Janine Meyer,                   | Carousel             | 2011 |
| 6 | Aus dem Sinn                | 2:55  | Götz von Sydow, Janine Meyer                    | Carousel             | 2011 |

### B
| # | Titel                             | Dauer | Autoren | Album              | Jahr |
| - | --------------------------------- | ----- | ------- | ------------------ | ---- |
| 1 | Bis es weh tut [feat. Max Mutzke] | 3:16  |         | Fallen und Fliegen | 2016 |
| 2 | Bitte rette mich nicht            | 3:06  |         | Fallen und Fliegen | 2016 |

### C
| # | Titel    | Dauer | Autoren                                         | Album    | Jahr |
| - | -------- | ----- | ----------------------------------------------- | -------- | ---- |
| 1 | Carousel | 3:46  | Götz von Sydow, Janine Meyer, Henrik Oberbossel | Carousel | 2011 |

### D
| # | Titel                       | Dauer | Autoren                                                              | Album                | Jahr |
| - | --------------------------- | ----- | -------------------------------------------------------------------- | -------------------- | ---- |
| 1 | Dann hältst Du die Zeit an  | 3:28  | Götz von Sydow, Jan Zimmer, Jini Meyer, David Müller                 | Alles was du willst  | 2014 |
| 2 | Das letzte Mal              | 3:17  | Götz von Sydow, Jini Meyer                                           | Alles was du willst  | 2014 |
| 3 | …, dass du bleibst          | 4:03  | Götz von Sydow, Jan Zimmer, Jini Meyer, Freddy Hau, Christian Besch, | Alles was du willst  | 2014 |
| 4 | Der beste Tag meines Lebens | 3:18  | Götz von Sydow, Janine Meyer                                         | Carousel             | 2011 |
| 5 | Durchdrehen                 | 3:17  | Götz von Sydow, Jini Meyer, Freddy Hau                               | Alles was du willst  | 2014 |
| 6 | Du bist schön               | 3:36  | Götz von Sydow, Janine Meyer, Henrik Oberbossel                      | Carousel             | 2011 |
| 7 | Du gehst jetzt besser       | 3:12  | –                                                                    | 1000 km bis zum Meer | 2008 |
| 8 | Du weisst nicht wie das ist | 3:35  | Götz von Sydow, Janine Meyer, Henrik Oberbossel,                     | So laut ich kann     | 2010 |

### E
| # | Titel            | Dauer | Autoren                                          | Album               | Jahr |
| - | ---------------- | ----- | ------------------------------------------------ | ------------------- | ---- |
| 1 | Einmal im Leben  | 3:55  | Götz von Sydow, Jini Meyer                       | Alles was du willst | 2014 |
| 2 | Ein neuer Morgen | 3:26  | Götz von Sydow, Jini Meyer, David Müller         | Alles was du willst | 2014 |
| 3 | Etwas bleibt     | 3:39  | Götz von Sydow, Janine Meyer, Henrik Oberbossel, | So laut ich kann    | 2010 |

### F
| # | Titel       | Dauer | Autoren                       | Album              | Jahr |
| - | ----------- | ----- | ----------------------------- | ------------------ | ---- |
| 1 | Federleicht | 3:52  |                               | Fallen und Fliegen | 2016 |
| 2 | Feuer       | 3:43  | Götz von Sydow, Janine Meyer, | So laut ich kann   | 2010 |

### G
| # | Titel                          | Dauer | Autoren                                                             | Album               | Jahr |
| - | ------------------------------ | ----- | ------------------------------------------------------------------- | ------------------- | ---- |
| 1 | Gib mir einen Grund zu bleiben | 3:47  | Götz von Sydow, Michael Koch, Jini Meyer, Freddy Hau, David Müller, | Alles was du willst | 2014 |

### H
| # | Titel                    | Dauer | Autoren | Album                | Jahr |
| - | ------------------------ | ----- | ------- | -------------------- | ---- |
| 1 | Hier bin ich             | 4:04  | –       | 1000 km bis zum Meer | 2008 |
| 2 | Heute Nacht im Universum | 3:44  |         | Fallen und Fliegen   | 2016 |
| 3 | Himmel aus Gold          | 3:26  |         | Fallen und Fliegen   | 2016 |

### I
| # | Titel                          | Dauer | Autoren                                         | Album               | Jahr |
| - | ------------------------------ | ----- | ----------------------------------------------- | ------------------- | ---- |
| 1 | Ich beweg' mich hier nicht weg | 3:36  | Götz von Sydow, Janine Meyer, Henrik Oberbossel | Carousel            | 2011 |
| 2 | in neuer Morgen                | 3:27  | –                                               | Alles was du willst | 2014 |
| 3 | Intro                          | 2:28  | –                                               | Carousel            | 2011 |
| 4 | Irgendwo da draußen            | 3:45  | Götz von Sydow, Janine Meyer, Henrik Oberbossel | Carousel            | 2011 |

### J
| # | Titel              | Dauer | Autoren                                          | Album                | Jahr |
| - | ------------------ | ----- | ------------------------------------------------ | -------------------- | ---- |
| 1 | Ja Ja              | 3:28  | –                                                | 1000 km bis zum Meer | 2008 |
| 2 | Jemand anders sein | 3:40  | Götz von Sydow, Janine Meyer, Henrik Oberbossel, | So laut ich kann     | 2010 |

### K
| # | Titel              | Dauer | Autoren                       | Album              | Jahr |
| - | ------------------ | ----- | ----------------------------- | ------------------ | ---- |
| 1 | Kein Geld der Welt | 3:24  |                               | Fallen und Fliegen | 2016 |
| 2 | Komm' ins Licht    | 3:45  | Götz von Sydow, Janine Meyer, | So laut ich kann   | 2010 |

### L
| # | Titel                                       | Dauer | Autoren                                          | Album            | Jahr |
| - | ------------------------------------------- | ----- | ------------------------------------------------ | ---------------- | ---- |
| 1 | Lagerfeuer-Song                             | 3:29  | Götz von Sydow, Janine Meyer, Henrik Oberbossel  | Carousel         | 2011 |
| 2 | Leb' deine Träume                           | 3:47  | Anja Krabbe, Götz von Sydow, Janine Meyer        | So laut ich kann | 2010 |
| 3 | Letzter Tag                                 | 3:45  | Götz von Sydow, Janine Meyer, Henrik Oberbossel, | So laut ich kann | 2010 |
| 4 | Liebt sie dich wie ich? erschien als Single | 3:09  | Götz von Sydow, Janine Meyer, Henrik Oberbossel  | Carousel         | 2011 |

### M
| # | Titel                                                 | Dauer | Autoren                                                   | Album    | Jahr |
| - | ----------------------------------------------------- | ----- | --------------------------------------------------------- | -------- | ---- |
| 1 | Mehr Gewicht (mit Culcha Candela) erschien als Single | 3:49  | Götz von Sydow, Culcha Candela, Janine Meyer, Jan Zimmer, | Carousel | 2011 |

### N
| # | Titel                                  | Dauer | Autoren                                          | Album               | Jahr |
| - | -------------------------------------- | ----- | ------------------------------------------------ | ------------------- | ---- |
| 1 | Nach einer wahren Geschichte           | 4:13  | Götz von Sydow, Jini Meyer                       | Alles was du willst | 2014 |
| 2 | Nichts ist zu spät erschien als Single | 3:14  | Götz von Sydow, Janine Meyer, Henrik Oberbossel, | So laut ich kann    | 2010 |
| 3 | Nichts zu verlieren                    | 3:34  |                                                  | Fallen und Fliegen  | 2016 |
| 4 | Nur ein Herzschlag entfernt            | 3:45  |                                                  | Fallen und Fliegen  | 2016 |

### R
| # | Titel                      | Dauer | Autoren                                          | Album               | Jahr |
| - | -------------------------- | ----- | ------------------------------------------------ | ------------------- | ---- |
| 1 | Regen                      | 4:26  | Götz von Sydow, Janine Meyer, Henrik Oberbossel, | So laut ich kann    | 2010 |
| 2 | Regen, der nach oben fällt | 3:55  | Götz von Sydow, Jini Meyer, Freddy Hau           | Alles was du willst | 2014 |

### S
| # | Titel                                  | Dauer | Autoren                                          | Album                | Jahr |
| - | -------------------------------------- | ----- | ------------------------------------------------ | -------------------- | ---- |
| 1 | Sag es wie es ist! erschien als Single | 3:03  | Götz von Sydow, Janine Meyer, Henrik Oberbossel, | So laut ich kann     | 2010 |
| 2 | Schrei so laut ich kann                | 4:01  | Götz von Sydow, Janine Meyer, Henrik Oberbossel, | So laut ich kann     | 2010 |
| 3 | Sie sieht es nicht                     | 3:22  | Götz von Sydow, Janine Meyer, Henrik Oberbossel, | So laut ich kann     | 2010 |
| 4 | Solange es noch geht                   | 3:48  | –                                                | 1000 km bis zum Meer | 2008 |
| 5 | Solange Liebe in mir wohnt             | 3:08  |                                                  | Fallen und Fliegen   | 2016 |
| 6 | Soll das etwa alles sein?              | 3:34  | –                                                | 1000 km bis zum Meer | 2008 |

### T
| # | Titel           | Dauer | Autoren | Album               | Jahr |
| - | --------------- | ----- | ------- | ------------------- | ---- |
| 1 | Thelma & Louise | 5:37  | –       | Alles was du willst | 2014 |

### U
| # | Titel               | Dauer | Autoren                       | Album                | Jahr |
| - | ------------------- | ----- | ----------------------------- | -------------------- | ---- |
| 1 | Über uns der Himmel | 3:45  | Götz von Sydow, Janine Meyer, | Carousel             | 2011 |
| 2 | Unsterblich         | 4:07  | –                             | 1000 km bis zum Meer | 2008 |

### V
| # | Titel                  | Dauer | Autoren | Album                | Jahr |
| - | ---------------------- | ----- | ------- | -------------------- | ---- |
| 1 | Vergessen zu vergessen | 3:49  | -       | So laut ich kann     | 2010 |
| 2 | Verschenkt             | 3:21  | –       | Alles was du willst  | 2014 |
| 3 | Von jetzt an           | 4:30  | –       | 1000 km bis zum Meer | 2008 |

### W
| # | Titel                   | Dauer | Autoren                                          | Album                | Jahr |
| - | ----------------------- | ----- | ------------------------------------------------ | -------------------- | ---- |
| 1 | Was sag ich jetzt?      | 3:03  | –                                                | 1000 km bis zum Meer | 2008 |
| 2 | Weil man es Liebe nennt | 4:29  | Götz von Sydow, Janine Meyer, Henrik Oberbossel  | Carousel             | 2011 |
| 3 | Weiße Fahne             | 3:43  | Götz von Sydow, Jini Meyer, Freddy Hau           | Alles was du willst  | 2014 |
| 4 | Wie Liebende es tun     | 3:26  |                                                  | Fallen und Fliegen   | 2016 |
| 5 | Wir laufen zusammen     | 3:27  |                                                  | Fallen und Fliegen   | 2016 |
| 6 | Wirf den 1. Stein       | 3:46  | Götz von Sydow, Janine Meyer, Henrik Oberbossel, | So laut ich kann     | 2010 |

### Y
| # | Titel                                      | Dauer | Autoren                    | Album               | Jahr |
| - | ------------------------------------------ | ----- | -------------------------- | ------------------- | ---- |
| 1 | Yeah, Yeah, Yeah (so könnte es immer sein) | 3:33  | Götz von Sydow, Jini Meyer | Alles was du willst | 2014 |

### Z
| # | Titel   | Dauer | Autoren | Album                | Jahr |
| - | ------- | ----- | ------- | -------------------- | ---- |
| 1 | Zeichen | 3:59  | –       | 1000 km bis zum Meer | 2008 |